# Iris (sång)
Iris är en låt från 1998 av det amerikanska alternativrockbandet Goo Goo Dolls. Låten skrevs ursprungligen till filmen Änglarnas stad, men hamnade även på bandets sjätte album Dizzy Up the Girl.